# Сурвилла, Ивонка
Иво́нка Сурви́лла (бел. Івонка Сурвілла, англ. Ivonka Survilla, при рождении Шимане́ц (бел. Шыманец); род. 11 апреля 1936, Столбцы, Столбецкий повят, Новогрудское воеводство, Польша) — белорусская политическая и общественная деятельница, эмигрантка, языковед, художница. Действующий председатель Рады Белорусской народной республики в изгнании с 31 августа 1997 года.

## Биография
Родилась 11 апреля 1936 года в Столбцах в семье инженера. Отец, Владимир Шиманец, был репрессирован после присоединения Западной Беларуси к СССР, но в связи со вторжением нацистской Германии в СССР получил возможность бежать из заключения. В 1944 году семья Шиманцов бежала в Восточную Пруссию, затем в Данию, Францию и Испанию; впоследствии Владимир Шиманец был министром финансов БНР в изгнании под руководством Василия Захарко.
Ивонна Шиманец получила образование в Сорбонне (филология). Окончательно поселилась в Канаде с 1969 года, работала переводчицей. В 1974 г. была избрана председателем Белорусского института науки и искусства в Канаде. В 1984 г. была избрана в состав правления Канадского этнокультурного совета (англ. Canadian Ethnocultural Council). Основала Канадский фонд помощи жертвам Чернобыля в Белоруссии.
С 31 августа 1997 года занимает должность председателя Рады БНР в изгнании. Накануне 91-й годовщины провозглашения Белорусской Народной Республики Ивонка Сурвилла призвала белорусов стремиться к демократическим ценностям.
В 1959 году вышла замуж за члена Рады БНР Янку Сурвиллу, директора белорусских передач Испанского национального радио. Имеет двух дочерей, Анну Предславу и Павлину.

## Общественная деятельность
В 2020 году накануне выборов президента Беларуси Ивонка Сурвилла поддерживала граждан страны, выступающих против действующего режима Александра Лукашенко, а во время крупных акций протеста по всей Беларуси, проходивших после вышеупомянутых выборов, сделала обращение от лица Рады БНР в поддержку протестующих, а также призывала западные страны вмешаться в получившуюся ситуацию в Беларуси.

## Награды
- Крест Возрождения Беларуси[бел.] (2025 год, Объединённый переходный кабинет Беларуси)[6].
- Медаль Франциска Скорины[бел.] (2024 год, Объединённый переходный кабинет Беларуси)[7].
- Медаль Бриллиантового юбилея королевы Елизаветы II (2020 год, Великобритания)[8].